# Jang Kuo-čung
Jang Kuo-čung (čínsky pchin-jinem Yáng Guózhōng, znaky tradiční 楊國忠, † 15. července 756) byl státník čínské říše Tchang. V letech 753–756 stál v čele tchangské vlády jako vedoucí ústředního sekretariátu, jednoho ze tří nejvyšších civilních úřadů tchangské administrativy. Za svůj vzestup z původně nevýznamného postavení do nejvyšších úřadů vděčil příbuzenství s Jang Kuej-fej, od roku 745 oblíbené konkubíně tchangského císaře Süan-cunga.

## Život
Jang Kuo-čungovo vlastní jméno bylo Jang Čao, Kuo-čung bylo jméno dané mu později císařem Süan-cungem. Jeho otec byl nevýznamný úředník, Jang Kuo-čung mládí trávil jako hazardní hráč, později sloužil v S’-čchuanu v armádě a v nižších úředních funkcích. Po vzestupu Jang Kuej-fej, jeho sestřenice z druhého kolena, si ho všimli vlivní s’čchuanští politici Sien-jü Čung-tchung a Čang-čchiou Ťien-čchiung, kteří ho vyslali do hlavního města, Čchang-anu. Zde s pomocí Jang Kuej-fej dosáhl povýšení a povýšili i jeho s’čchuanští patroni.
Jak Jang postupoval ve funkcích, na ministerstvu daní a dalších úřadech spravujících státní finance, rostl jeho vliv, a díky podpoře Jang Kuej-fej a důvěře císaře natolik zesílil, že se stal rivalem Li Lin-fua, stojího v čele tchangské vlády (jako vedoucí ústředního sekretariátu). I během pobytu v hlavním městě si uchoval vliv v S’-čchuanu, kde byl vojenským guvernérem ťie-tu-š’ jeho podporovatel Sien-jü Čung-tchung. Roku 751 však Sien-jü Čung-tchung při neuváženém vojenském tažení proti státu Nan-čao utrpěl drtivou porážku, Jang Kuo-čung ji přestál, když před císařem zatajil její rozsah, nicméně koncem roku 751 převzal post ťie-tu-š’ v S’-čchuanu. Roku 752 se Li Lin-fuovi podařilo přesvědčit císaře, aby Jang Kuo-čungovi nařídil odjet do S’-čchuanu, kde pokračovaly pohraniční boje s Nan-čaoem, a stabilizovat situaci. Záhy však Li Lin-fu onemocněl a Jang Kuo-čung dostal příkaz k návratu. Začátkem roku 753 Li Lin-fu zemřel a vzápětí Jang Kuo-čung zaujal jeho místo v čele sekretariátu a vlády.
Jang Kuo-čung byl schopný intrikán a manipulátor, nicméně neměl kvality státníka a administrátova nutné k úspěšnému řízení státu. Navíc, přestože ovládal civilní správu říše, jmenování úředníků (jako ministr státní správy) i finance státu (jako předseda různých finančních komisí), chyběl mu přímý vliv na pohraniční armády, kontrolované vojenskými guvernéry ťie-tu-š’ (jeho vlastní velení v S’-čchuanu nemělo velký vliv, vzhledem k relativní nepočetnosti tamní armády, její vzdálenosti od metropole a obtížnému spojení s ní). Dva nejvýznamnější generálové – velitel severozápadních armád Ke-šu Chan a velitel severovýchodních armád An Lu-šan – však byli znepřátelení, a Jang Kuo-čung sice udržel korektní vztahy s prvním, s druhým se však roku 754 jeho vztahy nenapravitelně vyhrotily, a oba si vzájemně nevěřili. V metropoli Jang Kuo-čung v letech 754–755 odstranil několik potenciálních soupeřů, jeho nepřátelství s An Lu-šanem však rostlo, až se An Lu-šan koncem roku 755 otevřeně vzbouřil, bez odporu přitáhl k Žluté řece, rozprášil narychlo sestavenou tchangskou armádu a obsadil vedlejší hlavní město říše, Luo-jang, v němž se počátkem února 756 prohlásil císařem říše Velká Jen. Na jaře 756 se postup rebelů zastavil a tchangské armády je začaly zatlačovat. V červenci 756 se však tchangská ofenzíva zhroutila, když An Lu-šan rozdrtil hlavní tchangskou armádu a vytáhl na Čchang-an.
Císař Süan-cung reagoval útěkem do S’-čchuanu. Na cestě, v Ma-wej západně od Čchang-anu, vzbouření vojáci doprovodu zabili Jang Kuo-čenga a donutili císaře souhlasit s popravou Jang Kuej-fej. Süan-cung poté pokračoval na jihozápad a usadil se v s’čchuanském I-čou (dnešní Čcheng-tu), zatímco jeho syn, korunní princ, odešel na severozápad do Ling-wu na Žluté řece. Zde se 12. srpna prohlásil za císaře (znám je jako Su-cung).